# گسل کلمرد
گسل کلمرد یکی از گسل‌های کهن و ژرف ایران مرکزی است که در پیامد کوه‌زایی کاتانگایی شکل گرفته و در غرب طبس فرونشست شیرگشت–طبس را در کنار فرازمین کلمرد قرار می‌دهد. روند اولیه این گسل همانند دیگر گسل‌های پرکامبرین ایران مرکزی، شمالی–جنوبی بوده‌است. این گسل به سمت غرب خمیده‌است، به گونه‌ای که بخش شمالی آن در ناحیه شیرگشت دارای امتداد شمالی–شمال‌شرقی است و نیمه جنوبی آن به سوی جنوب‌شرقی تمایل دارد.

## لرزه‌خیزی
در شمالی‌ترین قسمت گسل کلمرد، رسوبات آبرفتی کواترنری به‌وسیله این گسل بریده شده‌اند که نشان‌دهنده حرکات بسیار جوان آن است.
زمین‌لرزه ۵ اکتبر ۱۹۳۳ با بزرگای ۶ می‌تواند در اثر عملکرد گسل کلمرد باشد. زمین‌لرزه‌های ۳۰ ژوئن ۱۹۳۹، ۲۲ ژوئیه ۱۹۹۱ و ۲۶ اوت ۱۹۹۸ در راستای این گسل روی داده‌اند و به‌نظر می‌رسد پس‌لرزه ۲۸ سپتامبر ۱۹۷۸ زمین‌لرزه طبس با بزرگی۴٫۳ ریشتر ماشی از حرکت گسل کلمرد بوده‌است.